# Nils Hallberg
Nils Bertil Hallberg, tidigare Johansson, född 18 september 1921 i Klara församling i Stockholm, död 8 oktober 2010 i Sankt Matteus församling i Stockholm, var en svensk skådespelare. Han var en av Sveriges flitigaste filmaktörer med 105 filmroller.

## Biografi
Hallberg växte upp på Södermalm. Han upptäcktes som 13-åring av regissören Sigurd Wallén när denne letade efter ungdomar till filmen Anderssonskans Kalle 1934. Samtidigt började han även uppträda på scen hos Ragnar Klange på Folkets Hus. Senare tog han privatlektioner för Gabriel Alw. 1938 spelade han ett busfrö i Två år i varje klass och gjorde samma roll i uppföljaren Sigge Nilsson och jag.
Efter karriären som barnskådespelare fastnade Hallberg i ett fack som filmbov. Han fick spela mördare, tjuvar och diverse skurkar i en lång rad filmer. Först på 1950-talet lyckades han bryta mönstret när han i fem filmer spelade den komiskt taffliga deckarassistenten Freddy i Arne Mattssons Hillman-deckare. I övrigt var han mest förekommande i komiska sammanhang bland annat som 87:an i två filmer om 91:an Karlsson 1955 och 1957. Mycket beröm fick han av filmkritikerna för sitt porträtt av den desillusionerade Harry i Janne Halldoffs Firmafesten 1972. Hans sista roll på film var i Det sista äventyret 1974.
På teaterscenen medverkade han bland annat i några av Kar de Mummas revyer. Han var med i musikalen Irma la Douce på Scalateatern 1959 och Tolv edsvurna män på Intiman 1960. På 1980-talet reste han med ett eget turnésällskap och spelade komedier som Vågar vi älska och Fy skäms, George.

### Familj
Nils Hallberg var 1959–1976 gift med Monica Norell (född 1936) med vilken han fick sönerna Mikael (född 1961) och Mattias Hallberg (född 1965). Han var från 1989 gift med skådespelaren Marie-Louise Werklund (född 1944) med vilken han fick sonen Messiah Hallberg (född 1984).
Hallberg är begravd på Norra begravningsplatsen utanför Stockholm.

## Filmografi
- 1934 – Anderssonskans Kalle
- 1935 – Flickornas Alfred
- 1935 – Grabbarna i 57:an
- 1936 – Fröken blir piga
- 1936 – Stackars miljonärer
- 1936 – Flickorna på Uppåkra
- 1936 – Alla tiders Karlsson
- 1937 – Lyckliga Vestköping
- 1938 – Två år i varje klass
- 1938 – Sigge Nilsson och jag
- 1939 – Vi på Solgläntan
- 1940 – Swing it, magistern!
- 1940 – Karusellen går
- 1940 – Med dej i mina armar
- 1941 – Fröken Kyrkråtta
- 1942 – I gult och blått
- 1942 – Sol över Klara
- 1942 – Ungdom i bojor
- 1943 – Kvinnor i fångenskap
- 1943 – I mörkaste Småland
- 1944 – Kärlekslivets offer
- 1944 – Mitt folk är icke ditt
- 1944 – Vändkorset
- 1944 – Hemsöborna
- 1944 – Vi behöver varann
- 1945 – I Roslagens famn
- 1945 – I som här inträden
- 1945 – Jagad
- 1945 – Barnen från Frostmofjället
- 1945 – Flickorna i Småland
- 1946 – Brita i grosshandlarhuset
- 1946 – Harald Handfaste
- 1947 – Lata Lena och blåögda Per
- 1947 – Folket i Simlångsdalen
- 1947 – Krigsmans erinran
- 1947 – Dynamit
- 1947 – Två kvinnor
- 1947 – Kvarterets olycksfågel
- 1947 – Maria
- 1948 – Robinson i Roslagen
- 1948 – Soldat Bom
- 1948 – Främmande hamn
- 1948 – Hamnstad
- 1948 – Solkatten
- 1949 – Havets son
- 1949 – Pappa Bom
- 1949 – Gatan
- 1950 – Rågens rike
- 1950 – Två trappor över gården
- 1950 – Regementets ros
- 1951 – Hon dansade en sommar
- 1951 – Tull-Bom
- 1951 – Bärande hav
- 1952 – För min heta ungdoms skull
- 1952 – Flyg-Bom
- 1952 – Sabotage
- 1952 – Hård klang
- 1953 – Vingslag i natten
- 1953 – Resan till dej
- 1953 – Det var dans bort i vägen
- 1953 – Kärlekens bröd
- 1954 – En natt på Glimmingehus
- 1954 – Storm över Tjurö
- 1954 – Salka Valka
- 1954 – Förtrollad vandring
- 1954 – Hästhandlarens flickor
- 1954 – Café Lunchrasten
- 1954 – Ung sommar
- 1955 – 91 Karlsson rycker in
- 1955 – Hemsöborna
- 1955 – Männen i mörker
- 1956 – Den tappre soldaten Jönsson
- 1956 – Litet bo
- 1956 – Nattbarn
- 1956 – Lille Fridolf och jag
- 1957 – Johan på Snippen tar hem spelet
- 1957 – Mästerdetektiven Blomkvist lever farligt
- 1957 – 91:an Karlsson slår knock out
- 1957 – Mamma tar semester
- 1958 – Mannekäng i rött
- 1958 – Damen i svart
- 1958 – Vi på Väddö
- 1958 – Trappa utan slut
- 1959 – Ryttare i blått
- 1959 – Fly mej en greve
- 1959 – Får jag låna din fru
- 1960 – Sommar och syndare
- 1961 – Pongo och de 101 dalmatinerna
- 1961 – Stöten
- 1962 – Vita frun
- 1962 – Biljett till paradiset
- 1963 – Tre dar i buren
- 1963 – Sällskapslek
- 1963 – Den gula bilen
- 1964 – Blåjackor
- 1964 – Tre dar på luffen
- 1964 – Wild West Story
- 1965 – Här kommer bärsärkarna
- 1967 – Tofflan
- 1967 – Mördaren – en helt vanlig person
- 1967 – En sån strålande dag
- 1971 – Midsommardansen
- 1972 – Barnen i Höjden (TV-serie)
- 1972 – Firmafesten
- 1973 – Bröllopet
- 1974 – Det sista äventyret
- 1974 – Karl XII
- 1975 – Från A till Ö (TV-serie)
- 1978 – Harry H. (TV-serie)

## Teater

### Roller (ej komplett)
| År   | Roll           | Produktion                                                          | Regi               | Teater                  |
| ---- | -------------- | ------------------------------------------------------------------- | ------------------ | ----------------------- |
| 1936 | En springpojke | De oskyldiga (The children's hour) Lillian Hellman                  | Harry Roeck-Hansen | Blancheteatern          |
| 1937 | En springpojke | Hans första premiär Svend Rindom                                    | Harry Roeck-Hansen | Blancheteatern          |
| 1954 | Matros Badger  | Farligt uppdrag (Seagulls over Sorrento) Hugh Hastings              | Keve Hjelm         | Riksteatern             |
| 1954 |                | Rövarna på Hunneberg Rune Lindström                                 | Sandro Malmquist   | Skansens friluftsteater |
| 1955 | Kiki           | Han, Hon och Hin (Le Mari, la Femme et la Mort) André Roussin       | Per Gerhard        | Vasateatern             |
| 1959 | Bläckfisken    | Irma la Douce Alexandre Breffort och Marguerite Monnot              | Åke Falck          | Scalateatern            |
| 1961 | Biondello      | Så tuktas en argbigga (The Taming of the Shrew) William Shakespeare | Per Gerhard        | Vasateatern             |
| 1963 | Olsson         | Änkeman Jarl Vilhelm Moberg                                         | Per-Axel Branner   | Skansens friluftsteater |
| 1966 |                | Sommar (L'Été) Romain Weingarten                                    | Kaj Ahnhem         | Marsyasteatern          |
| 1967 |                | Dåd i det förgångna (The Meter Man) Scott Forbes                    | Nils Hallberg      | Marsyasteatern          |

### Regi
| År   | Produktion                        | Upphovsmän                            | Teater         |
| ---- | --------------------------------- | ------------------------------------- | -------------- |
| 1967 | Dåd i det förgångna The Meter Man | Scott Forbes Översättning Hans Råstam | Marsyasteatern |

## Radioteater

### Roller
| År   | Roll          | Produktion                                    | Regi               |
| ---- | ------------- | --------------------------------------------- | ------------------ |
| 1955 | En bensinvakt | Hillman och de tre ingenjörerna Folke Mellvig | Carl-Otto Sandgren |
| 1960 | Nisse         | Jons födelsedag Inge Johansson                | Helge Hagerman     |